# Клюшниково (Дмитровский городской округ)
Клюшниково — деревня в Дмитровском районе Московской области, в составе сельского поселения Куликовское. Население — 77 чел. (2010). До 2006 года Клюшниково входило в состав Куликовского сельского округа.

## Расположение
Деревня расположена на северо-западе центральной части района, примерно в 14 км к северо-западу от Дмитрова, высота центра над уровнем моря 142 м. Ближайшие населённые пункты — примыкающее на западе Куликово, Давыдково на юге и Тимофеево на северо-востоке.

## Население
| 2002 | 2006 | 2010 |
| ---- | ---- | ---- |
| 73   | ↘62  | ↗77  |